# Kelumpang Hilir
Kelumpang Hilir (indonez. Kecamatan Kelumpang Hilir) – kecamatan w kabupatenie Kotabaru w prowincji Borneo Południowe w Indonezji.
Kecamatan ten graniczy od północy z kecamatanem Kelumpang Selatan, od zachodu i południa z kabupatenem Tanah Bumbu, od północnego zachodu z kecamatanem Kelumpang Hulu, a od wschodu leży nad wodami Cieśniny Makasarskiej.
W 2010 roku kecamatan ten zamieszkiwało 20 089 osób, z których 100% stanowiła ludność wiejska. Mężczyzn było 10 620, a kobiet 9 469. 18 866 osób wyznawało islam, 638	chrześcijaństwo, a 421 hinduizm.
Znajdują się tutaj miejscowości: Langadai, Mandala, Pelaju Baru, Pulau Panci, Sahapi, Serongga, Tarjun, Tegal Rejo, Telaga Sari.